# Orgiano
Orgiano (Orgiàn in veneto) è un comune italiano di 3 005 abitanti della provincia di Vicenza in Veneto.
Il territorio del comune di Orgiano, situato a una trentina di chilometri a sud di Vicenza, comprende un tratto delle pendici dei Colli Berici e della pianura ad esse sottostante, nel basso vicentino. Si tratta quindi di un ambiente, per la maggior parte antropizzato, caratterizzato dall'incontro tra la pianura veneta e la collina; su questa si distendono i filari di viti e di ulivi, di fichi e di granoturco, alternati a pascoli e prati aperti.
L'abitato vanta un passato importante di castelli medievali, di chiese e ville venete, tra le quali il maestoso complesso di Villa Fracanzan Piovene, che dalle sue barchesse e dal suo esteso giardino domina il paese.

## Geografia fisica
La presenza del mare in tempi molto remoti è confermata dal ritrovamento, sulle piccole alture alle spalle di Orgiano, di reperti fossili risalenti a 50-60 milioni di anni fa.
Il Monte delle Piume, ultima propaggine dei Colli Berici, offre la possibilità di escursioni lungo suggestivi sentieri. Esso prende il nome dalla stipa pennata, pianta erbacea perenne che a maggio, nel periodo di fioritura, si veste di lunghe reste piumose di colore bianco-niveo. Passeggiando lungo i sentieri - tra gli altri è organizzato il Sentiero naturalistico n. 55 di Orgiano - si trovano mandorli, alberi di Giuda, pungitopo, cassie, bagolaro-spaccasassi, roverella, orniello e scotano, pianta che in autunno assume colori e sfumature particolari.
Al limite della pianura si trovano anche secolari morari (gelsi), le foglie dei quali venivano un tempo utilizzate per la bachicoltura.
Rialzata di alcuni metri rispetto al piano stradale, quasi ai piedi del Monte delle Piume, si trova la Grotta azzurra, suggestiva incavatura nella roccia, utilizzata come cornice di spettacoli all'aperto, sia in passato che al tempo presente. Ai confini sud del territorio di Orgiano è situata invece la Laguna blu, un suggestivo laghetto ad uso sportivo frequentato dagli amanti della pesca.

## Storia

### Epoca antica
Dell'insediamento in epoca antica non rimangono né documenti né reperti. Si può pensare che il centro abitato sia stato fondato dai Veneti provenienti da Este - o forse ancor prima di loro dagli Euganei - poi alleatisi con i Romani e a loro sottomessi dal II secolo a.C.
Secondo una tradizione - che alcune fonti storiche sembrano avvalorare, ma allo stato delle attuali conoscenze non è possibile provare - l'origine del più antico castello di Orgiano risalirebbe all'epoca romana e si ricondurrebbe alla presenza sul posto di un antico "fundus Aurelianum" collegato con il vicino "fundus Agilianum" (Asigliano).

### Medioevo
Verso l'anno 753 Sant'Anselmo donò all'abbazia di Nonantola, presso Modena, che aveva lui stesso fondato, delle proprietà ex proprio suo in minibus Vincentia … in loco qui dicitur Vicus Domnani e in loco qui dicitur SusonIa, luoghi identificati in Orgiano e Sossano.
Orgiano si sviluppa alla base e sui rilievi dell'ultima propaggine sud dei Colli Berici, all'imbocco della Val Liona, in un punto quindi di notevole importanza strategica, per cui non stupisce che durante l'Alto Medioevo, ma già intorno al Mille, qui sorgessero due castelli, uno su di un colle sottostante alla chiesa (nei documenti del sec. XIII costantemente chiamato castrum vetus) e l'altro sul monte (castrum novum).
Le informazioni sul castrum vetus sono frammentarie ed incerte, ma sembra verosimile che si trattasse di un'opera fortificata assai antica, forse costruita addirittura dai Longobardi nell'VIIII secolo e successivamente acquisita dai vescovi di Vicenza. Questo castello fu presumibilmente coinvolto nelle lotte tra gli appena formati Comuni di Vicenza e di Padova nel XII secolo. Forse in quelle circostanze il castello fu danneggiato e decadde poi rapidamente; infatti, mentre in un atto d'investitura del 1263 sembra ancora efficiente, in un successivo atto del 1306 si deduce che ormai esistevano solo rovine.
Più importante e di dimensioni notevoli doveva essere il secondo castello, posto subito al di sopra della chiesa e detto "Barugola" dal nome della famiglia che lo ebbe in affitto per oltre un secolo. Detto castello risultava di proprietà vescovile già dal X secolo ed è quindi probabile che la sua costruzione risalisse all'epoca delle prime scorrerie degli Ungari. Era elencato nei diplomi imperiali di Ottone III del 1000, di Enrico II  del 1008, di Federico I Barbarossa del 1158 e di Ottone IV del 1210; e su di esso non gravava conseguentemente la tassa del fodro. Come il castrum vetus, è assai verosimile che anch'esso sia stato conteso tra vicentini e padovani nel XII secolo.
Durante la signoria ezzeliniana non risulta che questo castello sia stato oggetto di assalti o di danni particolari ma -
come tanti altri beni in quell'epoca - passò in mani private se nel 1266, dopo la cauta del "tiranno", un certo Manfredino figlio di Trentinacio da Orgiano dovette restituire al vescovo Bartolomeo da Breganze il castrum Oriani. A quell'epoca esso era ancora efficiente, e lo era ancora nel 1306, quando il vescovo Altegrado da Lendinara concesse beni e diritti vari ai conti Loschi di Vicenza, ma trattenne per sé il castello e la casa vescovile, che quindi dovevano essere ancora agibili.
Stando alle cronache dell'epoca, il castello di Orgiano soffrì i danni maggiori qualche anno più tardi, nel 1313, per la violenta reazione dei padovani successiva al passaggio di Vicenza sotto la signoria scaligera. La rovina, tuttavia, non deve essere stata totale se alla fine del Cinquecento Filippo Pigafetta poteva ancora scrivere che «a gli appianati monti siede Orgiano Vicariato col castello», gli ultimi resti, d'altronde, sono ancora visibili.
Nel Trecento, durante la dominazione scaligera, Orgiano visse un periodo di sviluppo economico e sociale, diventando sede di Vicariato civile, di cui il nuovo vescovo scaligero Sperandio investì nel 1315 i Fracanzani (anch'essi giunti al seguito degli Scaligeri), e che comprendeva nella sua giurisdizione amministrativa diversi paesi del territorio oggi compreso nei comuni di Agugliaro, Asigliano, Pojana Maggiore, Campiglia dei Berici, Noventa Vicentina, San Germano dei Berici e Villa del Ferro.

### Epoca moderna e contemporanea
Nel 1404 Orgiano, insieme con tutto il territorio vicentino, passò sotto la Repubblica di Venezia. Nel 1431 il Comune promulgò il suo primo Statuto, che venne utilizzato anche dalle città vicine come modello per i loro regolamenti civici.
Al paese è legato il nome di Paolo Orgiano, un signorotto le cui vicende sono state oggetto di studio per analogie con la figura di don Rodrigo nei Promessi sposi.
Dal 1928 Orgiano fu interessata dal passaggio della Ferrovia Treviso-Ostiglia e dotata di una propria stazione, che rimase in esercizio fino al 1967.

### Simboli
Lo stemma e il gonfalone sono stati concessi con decreto del presidente della Repubblica n. 4251 del 22 luglio 1987.
(Statuto comunale, art. 5)
Il gonfalone è un drappo di azzurro.

## Monumenti e luoghi d'interesse

### Architetture religiose

#### Chiesa parrocchiale di Santa Maria Assunta

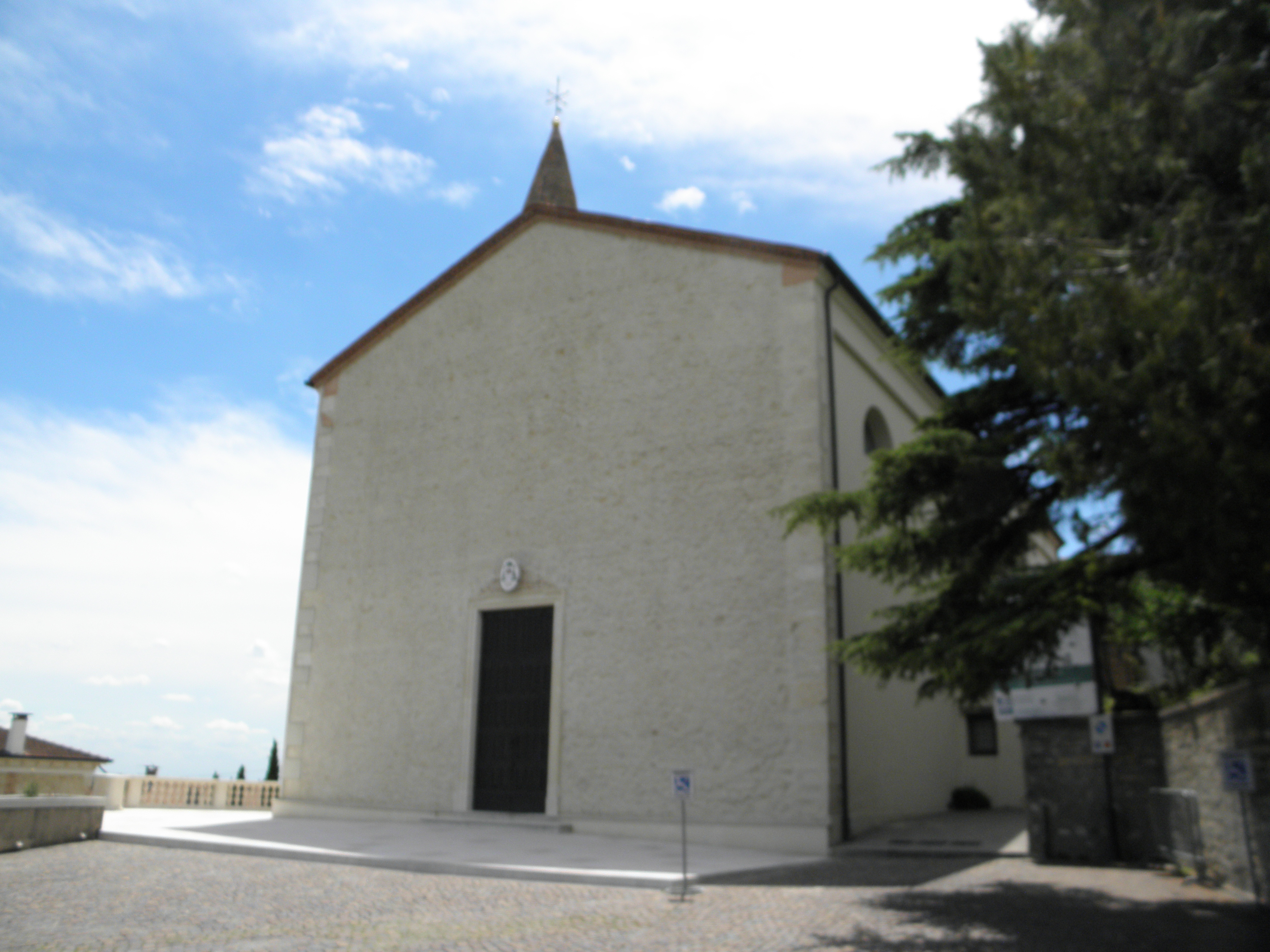
La chiesa parrocchiale di Santa Maria Assunta.

L'antica origine del borgo testimoniata dai castelli, insieme con la dedicazione della chiesa, tipica dei primi secoli, avvalorano l'ipotesi di un'antica origine della chiesa parrocchiale, ma solo dal 1263 è accertata l'esistenza di una chiesa collegiata. L'importanza assunta nei secoli successivi dal paese, come vicariato civile, trova corrispondenza nello sviluppo della collegiata, dalla quale dipendevano sei chiericati. Dal 1560 al 1770, per decreto di papa Pio IV, fu officiata dai monaci Olivetani di Sant'Elena in Venezia.
Leggermente in collina rispetto al centro del paese, venne ricostruita nel 1740 e ingrandita intorno al 1860, quando venne anche costruita l'alta scalinata di 81 gradini. Il maestoso torrione del campanile risale invece al 1500. Venne restaurata nel 1980.
Al suo interno la chiesa conserva una tela di Bartolomeo Montagna, raffigurante La Vergine, san Giuseppe e il Bambino  e una di Alessandro Maganza, con San Carlo e sant'Antonio abate. Di pregio sono l'altar maggiore, in marmo di Carrara con le statue dei Santi Pietro e Paolo, e i cinque altari barocchi, uno dei quali dedicato a san Gaetano Thiene, patrono del paese. Di notevole valore artistico è anche il crocifisso ligneo del 1400, posto sulla parete centrale del presbiterio.
Del Beato Silo di Orgiano, misterioso eremita vissuto in epoca non ben precisata, ma oggetto di culto e venerazione nei secoli XV-XIX, è scomparsa ogni memoria. Le sue presunte reliquie furono trasferite nel 1853 dall'oratorio all'altare di San Gaetano, nella parrocchiale, tuttavia ne è cessato il culto.

#### Oratori

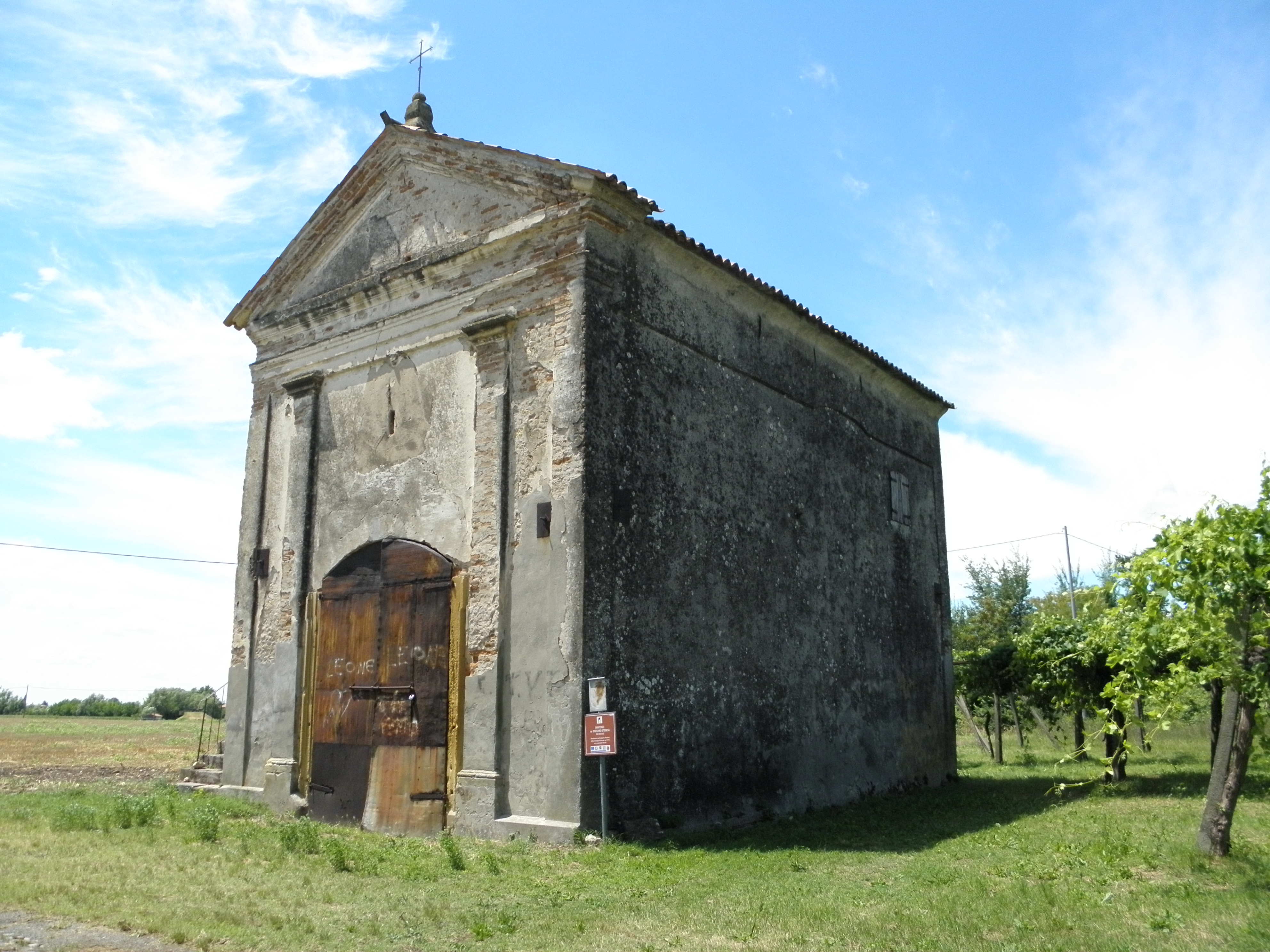
L'oratorio dei Santi Gregorio e Teresa.

Degli oratori esistenti nel territorio di Orgiano, costruiti in gran parte come cappelle private delle famiglie aristocratiche del paese, alcuni sono scomparsi, come quelli di San Feliciano del XIV secolo, di San Giovanni Battista del 1508 e della Madonna annesso a casa Marzari Revese, mentre è stato ridotto a magazzino l'oratorio di Santa Teresa d'Avila di casa Muzan.
Sono invece ancora in funzione gli oratori di San Francesco d'Assisi, collegato a Villa Fracanzan Piovene, eretto nel 1668, e quello, dedicato a San Rocco del XVI secolo, donato dagli eredi della famiglia Dalla Banca alla parrocchia e successivamente completamente restaurato. Del XVI secolo, quest'oratorio conserva al suo interno una quattrocentesca statua in terracotta, venerata col nome di Madonna delle tempeste, secondo un'antica leggenda che afferma che una violenta tempesta impedì il trasferimento della statua dalla chiesa dove si trova a un altro ambiente.
Chiuso è invece l'oratorio dei Santi Antonio Abate e Lazzaro, cui erano annessi un convento e un ospedale, funzionanti dal XIV al XVI secolo. Una lapide in caratteri gotici - che rimanda ai flagellanti, che avevano fondato e gestivano l'ospedale, e alle loro pratiche di penitenza - è ancora visibile sulla facciata.
All'interno dell'oratorio si trovava un affresco della Madonna con bambino - ora collocato su una parete della chiesa parrocchiale - che alla base riporta la preghiera più antica che si conosca rivolta alla Vergine, preghiera scoperta anche in un papiro egiziano del III secolo e quindi di grande valore storico e teologico.

### Architetture civili

#### Palazzo dei Vicari

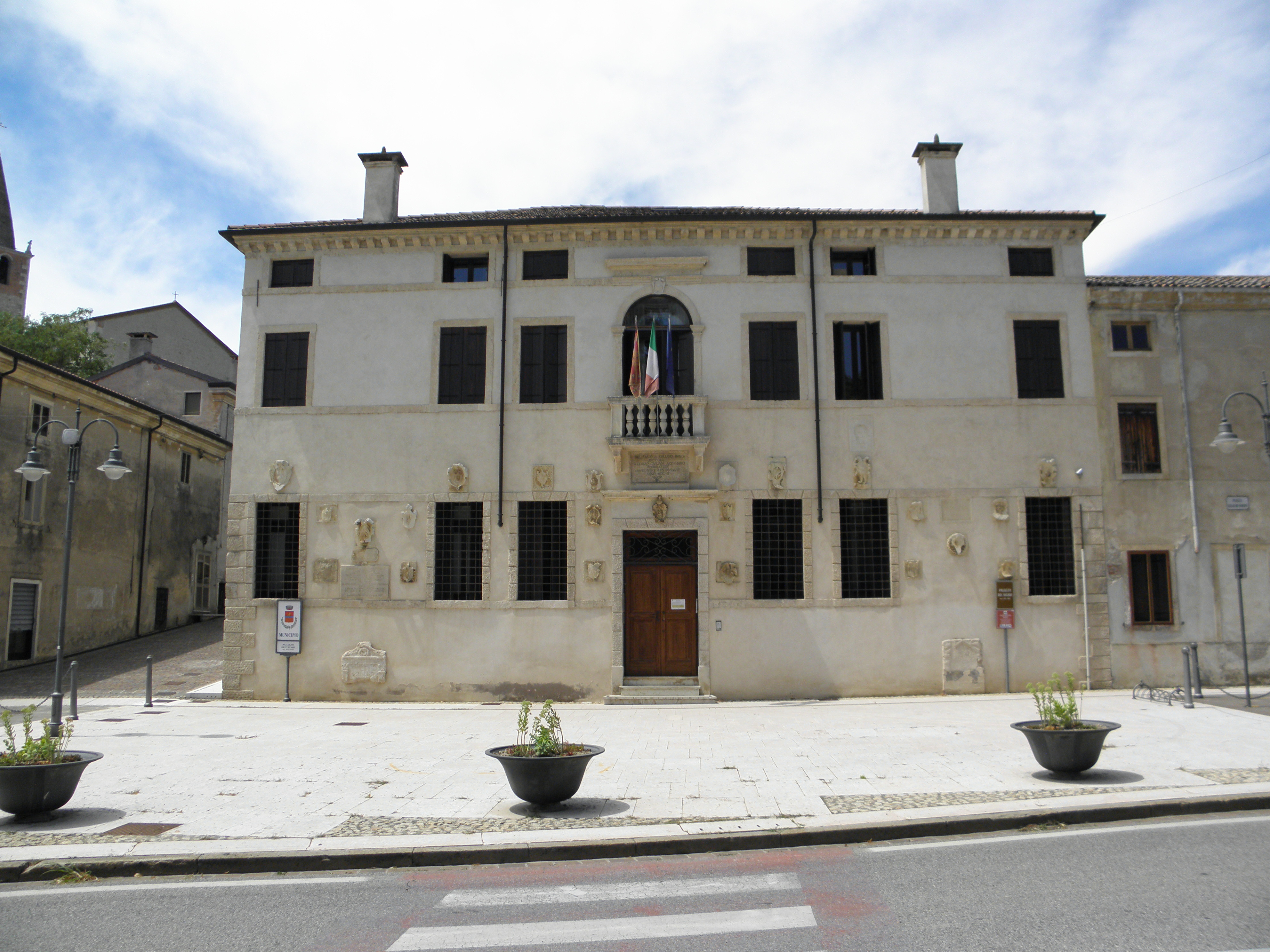
Villa Fracanzan, detta anche Palazzo dei Vicari.

Edificio maestoso e severo, costruito dalla famiglia Fracanzan nel 1592, è situato in piazza Marconi. Utilizzato come sede municipale e come centro d'incontri culturali e galleria per mostre d'arte.
Restaurato negli ultimi anni del Novecento, l'interno del palazzo è ricco di lapidi e di iscrizioni, a ricordo di fatti e personaggi illustri del paese.

#### Villa Fracanzan Piovene
Della prima metà del Settecento, progettata dall'architetto Francesco Muttoni, fatta costruire dalla famiglia Fracanzan e di proprietà della famiglia Piovene, ospita il Museo della “Vita quotidiana e lavoro in villa”.

#### Villa Bevilacqua Grazia Strobe
Edificio artisticamente importante, è stato costruito negli ultimi decenni del Seicento e sorge in frazione Spessa, al confine con la provincia di Verona.
L'ignoto architetto ha usato largamente il bugnato rustico, secondo il costume veronese, da cui derivano anche le pittoresche inferriate del piano terra.
È composta da un corpo centrale, dalla barchessa e dall'oratorio.
La villa rivela al suo interno un singolare fasto, anche se in stato rovinoso ed in fase di restauro, e presenta affreschi settecenteschi di autore sconosciuto e decorazioni neoclassiche in alcune sale oltre ad una elegantissima, scenografica scala.
La cappella risale al 1693 ed è anch'essa di autore ignoto. Molto bello è l'interno con le tre statue dell'altare e le due cariatidi.

## Società

### Evoluzione demografica
Abitanti censiti

## Cultura
La Biblioteca Civica di Orgiano fa parte del Servizio Bibliotecario Provinciale Vicentino.
Nel capoluogo, durante la prima settimana di agosto si svolge la Tradizionale Sagra di San Gaetano e in settembre la Festa dei Trattori. Durante il primo weekend di Giugno viene organizzata la Festa del panin onto.
Nella frazione di Pilastro vi è la Festa dei bisi nella terza settimana di maggio e una sagra paesana nella frazione di Spessa nella terza settimana di luglio.

## Geografia antropica
Frazioni del comune di Orgiano sono Pilastro, con una popolazione di circa 275 abitanti, e Spessa, con circa 100 abitanti.
Altre località o contrade sono Campagnola, Capitello Ronego, Crosetta, Case Segalin, Frassenara e Teonghio.

## Amministrazione

### Altre informazioni amministrative
La circoscrizione territoriale ha subito le seguenti modifiche: nel 1908 distacco della frazione di Asigliano eretta in comune autonomo con denominazione omonima, ora Asigliano Veneto (Censimento 1901: pop. res. 1116).